# Manicina areolata
Manicina areolata là một loài san hô trong họ Faviidae. Loài này được Linnaeus mô tả khoa học năm 1758.